# Apuela
Apuela ist eine Ortschaft und eine Parroquia rural („ländliches Kirchspiel“) im Kanton Cotacachi der ecuadorianischen Provinz Imbabura. Die Parroquia besitzt eine Fläche von 218,57 km². Die Einwohnerzahl betrug beim Zensus im Jahr 2010 1824.

## Lage
Die Parroquia Apuela liegt in den westlichen Anden im Norden von Ecuador. Das Gebiet liegt in Höhen zwischen 1480 m und 4880 m. Im äußersten Südosten erhebt sich der 4880 m hohe Vulkan Cotacachi. Es wird über den Río Intag nach Westen entwässert. Dessen rechter Quellfluss Río Cristopamba begrenzt die Parroquia im Westen. Der Río Toabunche fließt entlang der südlichen Verwaltungsgrenze nach Westen. Der Río Apuela durchquert das Verwaltungsgebiet in westsüdwestlicher Richtung und vereinigt sich beim Hauptort Apuela mit dem Río Toabunche zum Río Piñán, linker Quellfluss des Río Intag. Der Río Cristopamba entwässert das Areal nach Süden. Der 1594 m hoch gelegene Hauptort Apuela befindet sich 28 km westnordwestlich vom Kantonshauptort Cotacachi.
Die Parroquia Apuela grenzt im Norden und im Osten an die Parroquia Imantag, im Süden an die Parroquia Plaza Gutiérrez, im Südwesten an die Parroquias Vacas Galindo und Peñaherrera sowie im Westen und im Nordwesten an die Parroquia 6 de Julio de Cuellaje.

## Orte und Siedlungen
In der Parroquia gibt es neben dem Hauptort (cabecera parroquial) folgende Comunidades: Casarpamba, Guarmirla, Irubi, La Colonia, La Esperanza, Pucará, Pueblo Viejo und Puranqui. Ferner gibt es noch die Comunas Cristopamba und La Playa.

## Geschichte
Die Parroquia Apuela wurde am 30. März 1901 gegründet.

## Ökologie
Der Nordosten der Parroquia liegt im Nationalpark Cotacachi Cayapas.